# Мятеж азербайджанского ОПОН
Мятеж азербайджанского ОПОН — события 13-17 марта 1995 года, когда вспыхнул антиправительственный вооружённый мятеж Отряда полиции особого назначения (ОПОН), выступившего с выдвижением политических требований.

## Предыстория
В августе 1990 года постановлением Президиума Верховного Совета Азербайджанский ССР был создан ОМОН МВД Азербайджана, находившийся в подчинении республиканского МВД. После провозглашения независимости Азербайджана отряд был переименован в ОПОН. Первым антиправительственным выступлением ОПОНа стал захват здания Генеральной прокуратуры в октябре 1994 года в связи с арестом его сотрудников по обвинению в убийстве двух соратников президента страны Гейдара Алиева. Тогда же со стороны премьер-министра Сурета Гусейнова была предпринята неудачная попытка государственного переворота. На последовавшем ночью 4 октября митинге в Баку ОПОН поддержал президента против заговорщиков, в результате чего отряд не был разоружён.

## Ход событий

### Вооружённые выступления в Казах-Акстафинской зоне
12 марта 1995 года правоохранительные органы Азербайджана получили информацию, что на территории Товузского района, несмотря на требования работников Государственной дорожной полиции (ГДП) остановиться, мимо поста ГДП проследовали 4 автомашины с вооружёнными людьми, направлявшиеся в Грузию. Правоохранительным органам удалось перехватить автомашины со 50 тоннами меди, которая перевозилась в сопровождении сотрудников ОПОН.
В 2:30 часов ночи бойцы Казахского ОПОНа вместе с вооружёнными гражданскими лицами овладели городским управлением полиции и воинской частью в Газахе и, захватив несколько единиц бронетехники, двинулись в сторону Агстафинского района, где в 4:40 на подступах к Агстафе ими был обстрелян пост дорожной полиции, который затем был захвачен и разоружён. Продвигаясь в сторону города, в 5:20 утра мятежники вступили в боестолкновение возле городского управления полиции и в 6:30 сотрудники ОПОН взяли и разоружили Управление полиции Акстафы. Позднее они попытались атаковать военных в Товузском районе, но потерпели поражение. 15 марта правительственные войска начали наступление на позиции ОПОН в Акстафинском районе и выбили мятежников из Акстафы. По сообщению агентства ТУРАН в ходе боя применялись установки «Град».

### Бои в Баку
14 марта по телевидению был зачитан приказ министра внутренних дел Азербайджана Рамиля Усубова о ликвидации ОПОН. Это решение было принято с связи с тем, что ОПОН «стал практически неуправляемым подразделением, полностью вышел из подчинения министерства и вошёл в сговор с преступным миром». Командиру ОПОН и его бойцам было приказано в трёхдневный срок к 00:00 часам 17 марта сдать всё техническое снаряжение и вооружение, числящееся в Отряде. На следующий день президент страны Гейдар Алиев снял командира ОПОН Ровшана Джавадова с поста заместителя министра внутренних дел. Вечером того же дня Джавадов, который вместе со своими сторонниками расположился на базе ОПОН в жилом массиве «8-й километр» в Баку, выступил с призывом к отставке президента, председателя Милли Меджлиса Расула Гулиева и главы МВД Рамиля Усубова.
В ночь с 16 на 17 марта между ОПОНовцами и правительственными войсками вспыхнули вооружённые столкновения. Согласно официальной версии сотрудники ОПОН в 2 часа ночи первыми начали боевые действия, но, по утверждению мятежников, первыми огонь открыли правительственные войска. Мятежные полицейские захватили близлежащие здания школы, детского сада, крыши жилых домов и предприняли попытку прорваться к станции «Нефтчиляр», но были остановлены комендантскими постами Министерства обороны. К 4 часам утра на помощь постам со стороны города прибыло подкрепление под командованием генерал-лейтенанта Н. Садыгова. В ходе ожесточённого боя, ОПОНовцы были оттеснены на территорию своей базы, вокруг которой развернулись ожесточённые бои. Ровшан Джавадов был смертельно ранен и позже скончался в больнице. Наконец, в 11:30 члены ОПОН подняли белый флаг, но огонь продолжался ещё десять минут и завершился победой правительственных войск.

## Последствия
В ходе вооружённых столкновений 13—17 марта погибли 45 человек, среди которых 25 военнослужащих, 11 бойцов ОПОН, 2 полицейских и 7 гражданских лиц. Ещё 117 человек были ранены. За подавление попытки государственного переворота 36 военнослужащим было присвоено почётное звание Национального Героя Азербайджана. В связи с вооружённым выступлением в северо-западном регионе Азербайджана и Баку были арестованы сотрудники ОПОН и подозреваемые в связях с ними граждане. Сотни членов ОПОН, а также несколько военнослужащих, полицейских и гражданских лиц получили различные сроки лишения свободы от 3 до 15 лет и вплоть до смертной казни (заменена на пожизненное заключение). ОПОН как силовая структура в структуре МВД Азербайджана была ликвидирована. 31 марта была запрещена деятельность партии «Боз гурд», которую министр национальной безопасности Намиг Аббасов обвинил в причастности к мартовским событиям.